# سالم الکتبی
سالم الکتبی یک اماراتی محقق سیاسی و نویسنده است. او برای روزنامه‌ها و رسانه‌ها از جمله تهران تایمز و العربیه و العرب در لندن و العلم و هیسبرس در مراکش نوشت. الکتبی در امارات متحده عربی امنیت ملی و سیاست خارجی ایران می‌نویسد.
او یک تحقیق در عربی با عنوان دولة الإمارات العربیة المتحدة والقضیة الفلسطینیة: دراسة تاریخیة (امارات متحده عربی و مسئله فلسطین: مطالعه تاریخی) بر موضوع استراتژی سیاسی از امارات متحده عربی در رابطه با مسئله فلسطین از سال ۱۹۷۱ منتشر شده.